# بيرجريلا
بيرجريلا (بالإنجليزية: Bergeriella)‏ هو جنس بكتيريا من فصيلة نظيرات النيسرية ولا يعرف منه إلا نوع واحد هو بيرجريلا نازعة للنترات. بيرجريلا نازعة النترات تم عزلها من الغشاء المخاطي لفم جرذ.

## أصل التسمية
سمي جنس بكتيريا بيرجريلا بهذا الاسم نسبة إلى عالم الجراثيم الألماني يو. بيرجر (U. Berger).